# Ujelang
Ujelang (auch: Providence-Inseln, Morning Star, James, Kewley oder Arecifos) ist ein unbewohntes Atoll der Ralik-Kette der Marshallinseln. Das Atoll hat eine Landfläche von 1,74 km², die eine Lagune von 66 km² umschließt. 

## Geschichte
Auf dem ehemals unbewohnten Atoll wurden, durch die Initiative deutscher Kaufleute, seit 1880 Kokospalmen mit Hilfe von Polynesiern zur Kopragewinnung angepflanzt. Nach dem Niedergang der Kopraproduktion Anfang des 20. Jhs. verließen jedoch viele Einwohner das Eiland, 1935  hatte das Atoll noch 40 Einwohner. Ein Bevölkerungsaufschwung setzte erst nach den Atomtests der Amerikaner auf dem Bikini-Atoll ein. Vor allem die Bewohner von Eniwetok wurden auf dem abseits gelegenen Atoll angesiedelt. 1947 betrug die Einwohnerzahl schon 145, ihren Höhepunkt erreichte sie mit 342 Personen im Jahr 1973, und dies trotz Hungersnöten und Epidemien in den 1950er Jahren. Nachdem Eniwetok durch das Abtragen radioaktiven Bodens wieder bewohnbar war, kehrten die Vertriebenen von Ujelang zurück, 1989 war das Atoll schließlich wieder unbewohnt.
Heute zeugen Gebäude der deutschen Kopraproduktion und die Hauptstraße von der kolonialen Vergangenheit des Atolls.

## Flora
Auf dem Atoll wachsen unter anderem Trichterwinde (Ipomoea violacea), Riesenblättriges Pfeilblatt (Alocasia macrorrhizos) und die auf den Polynesischen Inseln weit verbreiteten Kokospalmen.